# وانادوسن دی‌کلرید
وانادوسن دی کلرید (به انگلیسی: Vanadocene dichloride) با فرمول شیمیایی C۱۰H۱۰Cl۲V یک ترکیب شیمیایی است. که جرم مولی آن 252.03 g/mol می‌باشد. شکل ظاهری این ترکیب، جامد سبز است.